# اختبار نوتينغهام للأسفلت
اختبار نوتينغهام للإسفلت هو جهاز يُستخدم لتحديد السريع لمعامل، التشوه الدائم، كلال خلطات بيتومينية باستخدام عينات إسطوانية إخُرجت من طرق سريعة أو تم تجهيزها في المعمل. هذة الخواص الميكانيكية مهمة جداً في صناعة الطرق وتطوير المواد التي تُستخدم في إنشاء الطرق. هذا الجهاز يُستخدم عالمياً في المعامل، الجامعات، شركات البترول، وعند المهندسين الاستشاريين.
كيث كوبر اخترع هذا الجهاز في 1980 في جامعة نوتنغهام.